# تیموتی وایت
تیموتی وایت (انگلیسی: Timothy White; ۱ نوامبر ۱۹۷۴ – ۱ آوریل ۲۰۱۰) یک قربانی آدم‌ربایی اهل ایالات متحده آمریکا بود که در سال ۱۹۸۰ ، زمانی ‌که تنها پنج سال داشت، توسط کنث پارنل ربوده شد و برای چند هفته در اسارت وی بود تا این‌که با کمک و به همراه استیون استینر، دیگر قربانی پارنل که در آن‌زمان چهارده سال داشت، موفق به فرار شد.